# UFC 275
UFC 275: Teixeira vs. Procházka（ユーエフシー・ツーセブンティファイブ：テイシェイラ・バーサス・プロハースカ）は、アメリカ合衆国の総合格闘技団体「UFC」の大会の一つ。2022年6月12日、シンガポール・カランのシンガポール・インドア・スタジアムで開催された。

## 大会概要
本大会は王者グローバー・テイシェイラと挑戦者イリー・プロハースカによるUFC世界ライトヘビー級タイトルマッチ、王者ヴァレンティーナ・シェフチェンコと挑戦者タイラ・サントスによるUFC世界女子フライ級タイトルマッチが組まれた。

## 試合結果

### アーリープレリム
第1試合 女子フェザー級 5分3R
○  ジョセリン・エドワーズ vs.  ラモーナ・パスクアル ×
3R終了 判定3-0（30-27、29-28、29-28）
第2試合 女子ストロー級 5分3R
○  シルバーナ・フアレス vs.  リャン・ナ ×
1R 1:22 KO（スタンドパンチ連打）

### プレリミナリーカード
第3試合 バンタム級 5分3R
○  カン・ギョンホ vs.  ダナー・バットゲレル ×
3R終了 判定3-0（29-28、29-28、29-28）
第4試合 ミドル級 5分3R
○  ブレンダン・アレン vs.  ジェイコブ・マルクーン ×
3R終了 判定3-0（29-28、29-28、29-28）
第5試合 ライト級 5分3R
○  マハシャテ vs.  スティーブ・ガルシア ×
1R 1:14 KO（右ストレート）
第6試合 フェザー級 5分3R
○  ジョシュア・クリバオ vs.  チェ・スンウ ×
3R終了 判定2-1（28-29、29-28、29-28）

### メインカード
第7試合 ウェルター級 5分3R
○  ジャック・デラ・マダレナ vs.  ラマザン・エミーフ ×
1R 2:32 TKO（パウンド）
第8試合 ウェルター級 5分3R
○  ジェイク・マシューズ vs.  アンドレ・フィアリョ ×
2R 2:24 KO（右ストレート→パウンド）
第9試合 女子ストロー級 5分3R
○  ジャン・ウェイリー vs.  ヨアナ・イェンジェイチック ×
2R 2:28 KO（右バックハンドブロー）
第10試合 UFC世界女子フライ級タイトルマッチ 5分5R
○  ヴァレンティーナ・シェフチェンコ vs.  タイラ・サントス ×
5R終了 判定2-1（48-47、47-48、49-46）
※シェフチェンコが7度目の王座防衛に成功。
第11試合 UFC世界ライトヘビー級タイトルマッチ 5分5R
○  イリー・プロハースカ vs.  グローバー・テイシェイラ ×
5R 4:32 リアネイキッドチョーク
※プロハースカが王座獲得に成功。

### 各賞
ファイト・オブ・ザ・ナイト：イリー・プロハースカ vs. グローバー・テイシェイラ
パフォーマンス・オブ・ザ・ナイト：ジャン・ウェイリー、ジェイク・マシューズ、ジャック・デラ・マダレナ、マハシャテ、シルバーナ・フアレス
各選手にはボーナスとして5万ドルが授与された。

### カード変更
負傷などによるカードの変更は以下の通り。